# Autoroute A3 (Bulgarie)
Pour les articles homonymes, voir Autoroute A3.
L’autoroute Strouma (en bulgare : Автомагистрала Струма, sigle A3), une autoroute en Bulgarie qui commence à Sofia et se termine au poste frontière de Koulata.